# David James Elliott
David James Elliott, nato David William Smith (Milton, 21 settembre 1960), è un attore canadese.

## Biografia
Ad inizio carriera prende parte al film Scuola di polizia 3 - Tutto da rifare, ma l'attore è prevalentemente noto per essere stato il protagonista della serie televisiva giuridico-militare JAG - Avvocati in divisa. Nella serie, prodotta in dieci stagioni tra il 1995 e il 2005, Elliott, col nome di Harmon Rabb Junior, ha interpretato il ruolo di pilota presso la Marina militare statunitense ed avvocato assegnato al JAG dopo un incidente di volo. Nel 2009 ha preso parte alla miniserie TV Impatto dal cielo. Molto attivo in campo televisivo, ha preso parte a produzioni come California, Street Legal, Melrose Place, Close to Home - Giustizia ad ogni costo, CSI: NY, Medium.

## Filmografia parziale

### Cinema
- Scuola di polizia 3 - Tutto da rifare (Police Academy 3: Back in Training), regia di Jerry Paris (1986)
- The Climb, regia di Donald Shebib (1986)
- Braccio vincente, regia di Ben Bolt (1987)
- Night Friend, regia di Peter Gerretsen (1988)
- Fascino letale, regia di Richard Michaels (1991)
- Golden Gate, regia di Randall Zisk (1994)
- Big Dreams & Broken Hearts: The Dottie West Story, regia di Bill D'Elia (1995)
- Degree of Guilt, regia di Mike Robe (1995)
- Clockwatchers, regia di Jill Sprecher (1997)
- Stanley's Gig, regia di Marc Lazard (2000)
- Dodson's Journey, regia di Gregg Champion (2001)
- The Shrink Is In, regia di Richard Benjamin (2001)
- Detective Novak, indagine ad alta quota, regia di Jean de Segonzac (2003)
- L'uomo che perse se stesso, regia di Helen Shaver (2005)
- Sixty Minute Man, regia di Jon Avnet (2006)
- Love Sick: Secrets of a Sex Addict, regia di Grant Harvey (2008)
- The Rainbow Tribe, regia di Christopher R. Watson (2008)
- Gooby, regia di Wilson Coneybeare (2009)
- Cast The Storm - Catastrofe annunciata, regia di Bradford May (2009)
- Papà per due, regia di Bradford May (2010)
- Confined, regia di Andrew C. Erin (2010)
- Terror Trap, regia di Dan Garcia (2010)
- Truth Be Told, regia di Jonathan Frakes (2011)
- Rufus, regia di Dave Schultz (2012)
- Exploding Sun, regia di Michael Robison (2013)
- Stranded, regia di Daniel Petrie Jr. (2014)
- Battle Scars, regia di Danny Buday (2015)
- L'ultima parola - La vera storia di Dalton Trumbo (Trumbo), regia di Jay Roach (2015)
- Affairs of State - Intrighi di stato (Affairs of State), regia di Eric Bross (2018)
- Lansky, regia di Eytan Rockaway (2021)
- Collide - Destini incrociati (Collide), regia di Mukunda Michael Dewil (2022)

### Televisione
- I Campbells – serie TV, 1 episodio (1986)
- Adderly – serie TV, 1 episodio (1987)
- Mariah – serie TV, 1 episodio (1987)
- Capitan Power e i combattenti del futuro – serie TV, 1 episodio (1987)
- Alfred Hitchcock presenta – serie TV, episodio 4x11 (1989)
- I viaggiatori delle tenebre – serie TV, 1 episodio (1989)
- Over My Dead Body – serie TV, 1 episodio (1991)
- Fly by Night – serie TV, vari episodi (1991)
- The Hidden Room – serie TV, 1 episodio (1991)
- Street Legal – serie TV, 36 episodi (1988-1991)
- Doogie Howser – serie TV, 1 episodio (1992)
- I giustizieri della notte, serie TV, 1 episodio (1992)
- California, serie TV, 3 episodi (1992)
- The Untouchables – serie TV, 16 episodi (1993-1994)
- Seinfeld – serie TV, 1 episodio (1994)
- Melrose Place – serie TV, 5 episodi (1994-1995)
- JAG - Avvocati in divisa (JAG) – serie TV, 227 episodi (1995-2005)
- Il trenino di Natale (Holiday Affair), regia di Alan Myerson – film TV (1996)
- Hercules – serie TV, 1 episodio (solo voce) (1998)
- Maggie Winters – serie TV, 1 episodio (1999)
- MADtv – serie TV, 1 episodio (2000)
- Prima o poi divorzio! – serie TV, episodio 3x14 (2003)
- Medium – serie TV, episodio 2x22 (2006)
- Close to Home - Giustizia ad ogni costo (Close to Home) – serie TV, 22 episodi (2006-2007)
- Tartarughe Ninja, serie TV, 3 episodi (solo voce) (2006-2007)
- The Guard – serie TV, 7 episodi (2008)
- Impatto dal cielo – miniserie TV (2009)
- I cavalieri di Bloodsteel – miniserie TV (2009)
- The Storm - Catastrofe annunciata – miniserie TV (2009)
- Scoundrels – serie TV, 8 episodi (2010)
- CSI: NY – serie TV, 2 episodi (2010-2011)
- Amiche nemiche (GCB) – serie TV, 10 episodi (2012)
- Mad Men – serie TV, 2 episodi (2014)
- Scorpion – serie TV, stagione 1 episodio 15 (2014)
- Here's Your Damn Family – serie TV (2015)
- Mom – serie TV, 1 episodio 4x13 (2016)
- NCIS: Los Angeles – serie TV, episodi 10x23-10x24 (2019)
- Il metodo Kominsky – serie TV, episodio 2x1 (2019)
- Heels – serie TV, (2021-in corso)
- Lo straordinario Natale di Zoey, regia di Richard Shepard – film TV (2021)

## Doppiatori italiani
Nelle versioni in italiano delle opere in cui ha recitato, David James Elliott è stato doppiato da:
- Vittorio Guerrieri in JAG - Avvocati in divisa, Detective Novak - indagine ad alta quota, Medium, Close to Home - Giustizia ad ogni costo, NCIS: Los Angeles, Lansky, Collide - Destini incrociati
- Fabrizio Pucci ne L'uomo che perse se stesso, Scorpion
- Francesco Prando in Il trenino di Natale, Amiche nemiche
- Marco Mete in Alfred Hitchcock presenta
- Martino Consoli in Street legal
- Nicola Marcucci in Impatto dal cielo
- Angelo Maggi ne I cavalieri di Bloodsteel
- Gaetano Varcasia in The storm - Catastrofe annunciata
- Roberto Pedicini in CSI: New York
- Enrico Di Troia in Mad Men
- Luca Ward ne L'ultima parola - La vera storia di Dalton Trumbo
- Paolo Marchese in Lo straordinario natale di Zoey